# Краткие характеристики опасности
Краткие характеристики опасности (H-фразы, характеристики опасности, предупреждения об опасности, англ. Hazard statements) — унифицированные предупреждения о характере или степени опасности, установленные в рамках согласованной на глобальном уровне системы классификации и маркировки химических веществ (СГС). Предупреждения используются как набор стандартных фраз для краткого описания общих факторов опасности, возникающих при работе с химическими веществами. В 2011 году список предупреждений был переопубликован в четвёртом пересмотренном издании СГС.

## Принцип кодификации
Кратким характеристикам опасности присваивается код, имеющий вид Hxyy, где буква H является общей краткую характеристику опасности, цифра x обозначает тип опасности (2 — физическая опасность, 3 — опасность для здоровья человека, 4 — опасность для окружающей среды), а при помощи двух цифр yy последовательно нумеруются конкретные опасности, возникающие в связи с присущими химическому веществу свойствами.

## Перечень H-фраз

### Опасность для физического состояния
| Код фразы | Расшифровка фразы                                                                                                  |
| --------- | --- |
| H200      | Неустойчивое взрывчатое вещество                                                                                   |
| H201      | Взрывчатое вещество; опасность взрыва массой                                                                       |
| H202      | Взрывчатое вещество; значительная опасность разбрасывания                                                          |
| H203      | Взрывчатое вещество; опасность пожара, взрыва или разбрасывания                                                    |
| H204      | Опасность пожара или разбрасывания                                                                                 |
| H205      | Возможность взрыва массой под действием огня                                                                       |
| H206      | Пожар, опасность разбрасывания и взрыва; повышенный риск взрыва при уменьшении десенсибилизирующего агента         |
| H207      | Опасность пожара или разбрасывания; повышенный риск взрыва при уменьшении десенсибилизирующего агента              |
| H208      | Опасность пожара; повышенный риск взрыва при уменьшении десенсибилизирующего агента                                |
| H220      | Легковоспламеняющийся газ                                                                                          |
| H221      | Воспламеняющийся газ                                                                                               |
| H222      | Легковоспламеняющиеся аэрозоли                                                                                     |
| H223      | Воспламеняющиеся аэрозоли                                                                                          |
| H224      | Чрезвычайно легковоспламеняющаяся жидкость и пар                                                                   |
| H225      | Легковоспламеняющаяся жидкость и пар                                                                               |
| H226      | Воспламеняющаяся жидкость и пар                                                                                    |
| H227      | Горючая жидкость                                                                                                   |
| H228      | Воспламеняющееся твёрдое вещество                                                                                  |
| H229      | Баллон под давлением: при нагревании может произойти взрыв                                                         |
| H230      | При вступлении в реакцию может произойти взрыв даже в отсутствие воздуха                                           |
| H231      | При вступлении в реакцию может произойти взрыв даже в отсутствие воздуха при повышенном давлении и/или температуре |
| H232      | Может самовозгораться при контакте с воздухом                                                                      |
| H240      | При нагревании может произойти взрыв                                                                               |
| H241      | При нагревании может произойти взрыв или пожар                                                                     |
| H242      | При нагревании может возникнуть пожар                                                                              |
| H250      | Самопроизвольное возгорание на открытом воздухе                                                                    |
| H251      | Самонагревающиеся вещества; вероятность возгорания                                                                 |
| H252      | Самонагревающиеся вещества в больших количествах; вероятность возгорания                                           |
| H260      | При контакте с водой выделяют воспламеняющиеся газы, которые могут самопроизвольно воспламениться                  |
| H261      | При контакте с водой выделяют воспламеняющийся газ                                                                 |
| H270      | Может вызывать или усиливать горение; окислитель                                                                   |
| H271      | Может вызвать горение и взрыв; сильный окислитель                                                                  |
| H272      | Может усилить горение; окислитель                                                                                  |
| H280      | Содержит газ под давлением; при нагревании может произойти взрыв                                                   |
| H281      | Содержит охлаждённый газ; может вызывать криогенные ожоги или увечья                                               |
| H290      | Может вызвать коррозию металлов                                                                                    |

### Опасность для здоровья человека
| Код фразы | Расшифровка фразы                                                                                              |
| --------- | --- |
| H300      | Смертельно при проглатывании                                                                                   |
| H301      | Токсично при проглатывании                                                                                     |
| H302      | Вредно при проглатывании                                                                                       |
| H303      | Может нанести вред при проглатывании                                                                           |
| H304      | Может быть смертельно при проглатывании и вдыхании                                                             |
| H305      | Может нанести вред при проглатывании и вдыхании                                                                |
| H310      | Смертельно при контакте с кожей                                                                                |
| H311      | Токсично при контакте с кожей                                                                                  |
| H312      | Наносит вред при контакте с кожей                                                                              |
| H313      | Может нанести вред при контакте с кожей                                                                        |
| H314      | Вызывает серьёзные ожоги кожи и повреждения глаз                                                               |
| H315      | Вызывает раздражение кожи                                                                                      |
| H316      | Вызывает лёгкое раздражение кожи                                                                               |
| H317      | Может вызывать аллергическую кожную реакцию                                                                    |
| H318      | Вызывает серьёзные повреждения глаз                                                                            |
| H319      | Вызывает серьёзное раздражение глаз                                                                            |
| H320      | Вызывает раздражение глаз                                                                                      |
| H330      | Смертельно при вдыхании                                                                                        |
| H331      | Токсично при вдыхании                                                                                          |
| H332      | Наносит вред при вдыхании                                                                                      |
| H333      | Может нанести вред при вдыхании                                                                                |
| H334      | При вдыхании может вызывать аллергические или астматические симптомы или затруднение дыхания                   |
| H335      | Может вызывать раздражение дыхательных путей                                                                   |
| H336      | Может вызывать сонливость или головокружение                                                                   |
| H340      | Может вызывать генетические дефекты (*)                                                                        |
| H341      | Предположительно вызывает генетические дефекты (*)                                                             |
| H350      | Может вызывать рак (*)                                                                                         |
| H351      | Предположительно вызывает рак (**)                                                                             |
| H360      | Может нанести ущерб плодовитости или плоду (***) (**)                                                          |
| H361      | Предположительно может нанести ущерб плодовитости или плоду (***) (**)                                         |
| H362      | Может нанести вред грудным детям                                                                               |
| H370      | Наносит вред органам (****) (**)                                                                               |
| H371      | Может нанести вред органам (****) (**)                                                                         |
| H372      | Наносит вред органам (****) в результате длительного или многократного воздействия (**)                        |
| H373      | Может наносить вред органам (****) в результате длительного или многократного воздействия (**)                 |
| *         | указать путь воздействия, если явно доказано, что никакие другие пути воздействия не вызывают такой опасности  |
| **        | изложить путь воздействия, если явно доказано, что никакие другие пути воздействия не вызывают такой опасности |
| ***       | изложить конкретное воздействие, если оно известно                                                             |
| ****      | или перечислить все затрагиваемые органы, если таковые известны                                                |

### Опасность для окружающей среды
| Код фразы | Расшифровка фразы                                                                                            |
| --------- | --- |
| H400      | Весьма токсично для водных организмов                                                                        |
| H401      | Токсично для водных организмов                                                                               |
| H402      | Вредно для водных организмов                                                                                 |
| H410      | Весьма токсично для водных организмов с долгосрочными последствиями                                          |
| H411      | Токсично для водных организмов с долгосрочными последствиями                                                 |
| H412      | Вредно для водных организмов с долгосрочными последствиями                                                   |
| H413      | Может вызывать долгосрочные вредные последствия для водных организмов                                        |
| H420      | Наносит ущерб здоровью человека и окружающей среде путём разрушения озонового слоя в верхних слоях атмосферы |

### Сочетания H-фраз
| Код фразы          | Расшифровка фразы                                                           |
| ------------------ | --------------------------------------------------------------------------- |
| H300 + H310        | Смертельно при проглатывании или при контакте с кожей                       |
| H300 + H330        | Смертельно при проглатывании или при вдыхании                               |
| H310 + H330        | Смертельно при контакте с кожей или при вдыхании                            |
| H300 + H310 + H330 | Смертельно при проглатывании, при контакте с кожей или при вдыхании         |
| H301 + H311        | Токсично при проглатывании или при контакте с кожей                         |
| H301 + H331        | Токсично при проглатывании или при вдыхании                                 |
| H311 + H331        | Токсично при контакте с кожей или при вдыхании                              |
| H301 + H311 + H331 | Токсично при проглатывании, при контакте с кожей или при вдыхании           |
| H302 + H312        | Опасно при проглатывании или при контакте с кожей                           |
| H302 + H332        | Опасно при проглатывании или при вдыхании                                   |
| H312 + H332        | Опасно при контакте с кожей или при вдыхании                                |
| H302 + H312 + H332 | Опасно при проглатывании, при контакте с кожей или при вдыхании             |
| H303 + H313        | Может быть опасным при проглатывании или при контакте с кожей               |
| H303 + H333        | Может быть опасным при проглатывании или при вдыхании                       |
| H313 + H333        | Может быть опасным при контакте с кожей или при вдыхании                    |
| H303 + H313 + H333 | Может быть опасным при проглатывании, при контакте с кожей или при вдыхании |
| H315 + H320        | Вызывает раздражение кожи и глаз                                            |

### Другие опасности H-фраз по спецификации ЕС (EUH)
| Код фразы | Расшифровка фразы |
| --------- | --- |
| EUH 001   | В сухом состоянии он взрывоопасен. |
| EUH 006   | Опасность взрыва при контакте с воздухом или без него. |
| EUH 014   | Реагирует бурно с водой. |
| EUH 018   | Во время использования могут образовываться воспламеняющиеся / взрывоопасные пары / воздушные смеси.                                                                |
| EUH 019   | Может образовывать взрывоопасные пероксиды. |
| EUH 044   | Опасность взрыва при нагревании в замкнутом пространстве. |
| EUH 029   | При контакте с водой образуется токсичный газ. |
| EUH 031   | Контакт с кислотами высвобождает токсичный газ. |
| EUH 032   | Контакт с кислотами высвобождает очень токсичный газ. |
| EUH 066   | Повторное воздействие может вызвать сухость или растрескивание кожи.                                                                                                |
| EUH 070   | Токсично при попадании в глаза. |
| EUH 071   | Раздражает дыхательные пути. |
| EUH 059   | Опасно для озонового слоя. |
| EUH 201   | Содержит свинец. Запрещается использовать на поверхностях, которые дети могут взять в рот.                                                                          |
| EUH 201A  | Внимание! Содержит свинец. |
| EUH 202   | Цианакрилат. Опасность! Пристаёт к коже и глазам за секунды. Хранить в недоступном для детей месте.                                                                 |
| EUH 203   | содержит хром (VI). Может вызвать аллергическую реакцию. |
| EUH 204   | Содержит изоцианаты. Может вызвать аллергическую реакцию. |
| EUH 205   | Содержит эпоксидные составляющие. Может вызвать аллергическую реакцию.                                                                                              |
| EUH 206   | Предупреждение! Не используйте вместе с другими продуктами. Может выделять опасные газы (хлор).                                                                     |
| EUH 207   | Внимание! Содержит кадмий! Во время использования образуются опасные пары. См. Информацию, предоставленную производителем. Соблюдайте правила техники безопасности. |
| EUH 208   | Содержит (название сенсибилизирующего вещества). Может вызывать аллергические реакции.                                                                              |
| EUH 209   | Может стать очень легковоспламеняющимся при использовании. |
| EUH 209A  | Может стать легковоспламеняющимся при использовании. |
| EUH 210   | Паспорт безопасности предоставляется по запросу. |
| EUH 211   | Внимание! При распылении могут образоваться опасные для дыхания капли. Не вдыхайте брызги или туман.                                                                |
| EUH 401   | Во избежание опасности для здоровья человека и окружающей среды необходимо соблюдать инструкции по эксплуатации.                                                    |